# Gürtelstraße, Wien

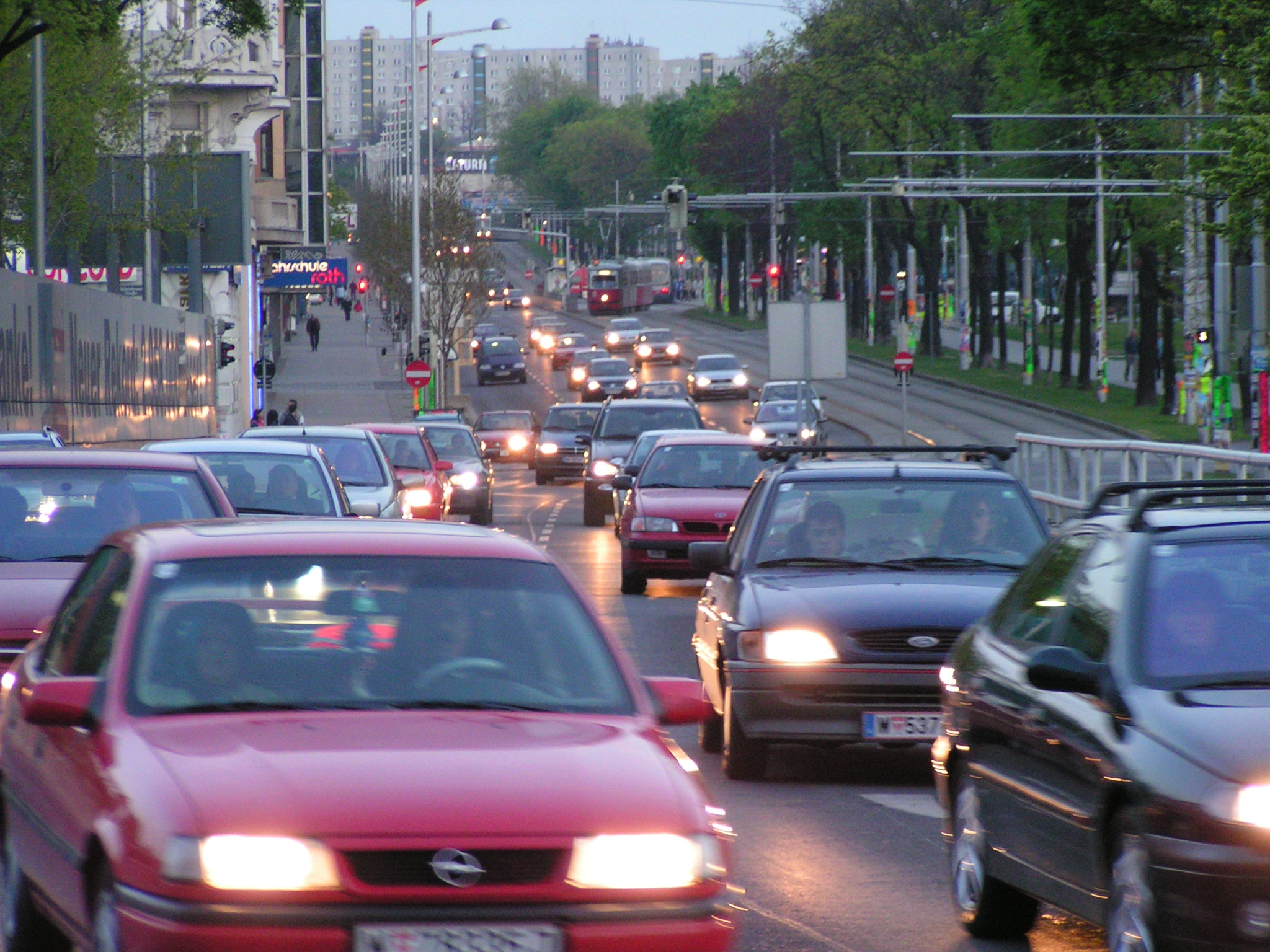
Tät trafik på Margaretengürtel i riktning norrut.

Wiener Gürtelstraße är en huvudgata i Wien i Österrike. I folkmun går gatan under namnet Wiener Gürtel eller bara Gürtel ('bältet').
Wiener Gürtel är efter Wiener Ringstraße och den så kallade "Zweierlinie" den tredje ringformade huvudgatan, som omger stadskärnan. Gatan är inte bara en av de tätast trafikerade gatorna i Österrike utan också i hela Europa.[källa behövs] I den österrikiska vägnumreringen har Wiener Gürtel nummer 221.